# Drepanogynis admiranda
Drepanogynis admiranda är en fjärilsart som beskrevs av W. Warren 1905. Drepanogynis admiranda ingår i släktet Drepanogynis och familjen mätare. Inga underarter finns listade i Catalogue of Life.